# Chysis archilae
Chysis archilae är en orkidéart som beskrevs av Guy Robert Chiron. Chysis archilae ingår i släktet Chysis och familjen orkidéer. Inga underarter finns listade i Catalogue of Life.